# Spurling House
Spurling House, också kallat Purlo, var ett hus i Brighton i Victoria i Australien. Byggnaden ritades av den kanadensiska födda arkitekten John Horbury Hunt och uppfördes 1889 åt Phillis Spurling. Huset var det första i delstaten att ritas i singelstil (engelska: shingle style) och det enda kända huset ritat av Hunt i Victoria. Huset anses av dess anledningar vara av arkitektoniskt och historiskt värde till delstaten och finns upptagen i delstatens kulturskyddsregister Victorian Heritage Register. Huset betraktades som radikalt då köket förlades till husets front för att dra nytta av morgonsolen.

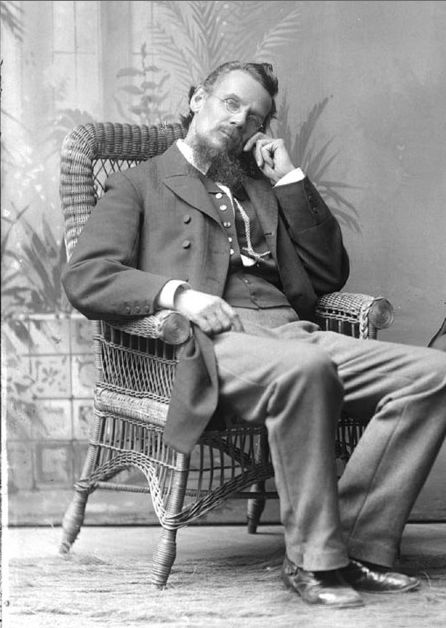
John Horbury Hunt 1889.

Efter att ha sålts för 2,4 miljoner australiska dollar 2014 skadades huset i en brand i oktober 2015. En utredning konstaterade att branden hade förorsakats av ett elfel och föranledde en försäkringsutbetalning på 1,6 miljoner dollar. I februari 2019 ansökte husets ägare om tillstånd för att riva det. Ansökan avslogs av Heritage Council som menade att om huset revs skulle dess kulturbetydelse gå "outrotligt förlorat". Kommunen Bayside City Council och National Trust of Australia motsatte sig rivningsansökan. Byggnaden härjades av brand igen i maj 2020. Efter den andra branden lät kulturskyddsmyndigheten Heritage Victoria kommunen utfärda rivningstillstånd och huset kom sedermera att rivas.